# Jupiá (Três Lagoas)
Jupiá es una villa de pescadores considerada como un barrio o distrito de Três Lagoas, Mato Grosso do Sul, Brasil. Situada en los márgenes de río Paraná, es famosa por sus bares y restaurantes donde sirven pescado fresco del río. Es también un punto turístico en expansión que recibe visitantes de São Paulo, Río de Janeiro y otros estados que van a descansar y pescar a Três Lagoas los fines de semana.
- Datos: Q5848685